# 장준혁 (2009년)
장준혁(2009년 9월 29일 ~ )은 대한민국의 가수이다.

## 학력
- 울산양정초등학교 (졸업)
- 효정중학교 (졸업)